# Провулок Академіка Патона (Київ)
Прову́лок Акаде́міка Пато́на — провулок у Подільському районі міста Києва, місцевості Вітряні гори, Пріорка. Пролягає від проспекту Європейського Союзу до Запа́динської вулиці.

## Історія
Виник у середині XX століття під назвою 725-та Нова вулиця. Назву Академіка Патона провулок набув 1955 року на честь академіка Є. О. Патона. Був офіційно ліквідований у 1980-х роках, однак реально існує й донині.
До провулку відноситься один будинок — № 1, де розміщується Дослідно-конструкторське бюро «Геофізприлад» (ПАТ «ДКБ ГП»).